# Pygopleurus rufovillosus
Pygopleurus rufovillosus är en skalbaggsart som beskrevs av Edmund Reitter 1907. Pygopleurus rufovillosus ingår i släktet Pygopleurus och familjen Glaphyridae. Utöver nominatformen finns också underarten P. r. undofi.